# Salmacis
Pour l’article homonyme, voir Salmacis (échinoderme).

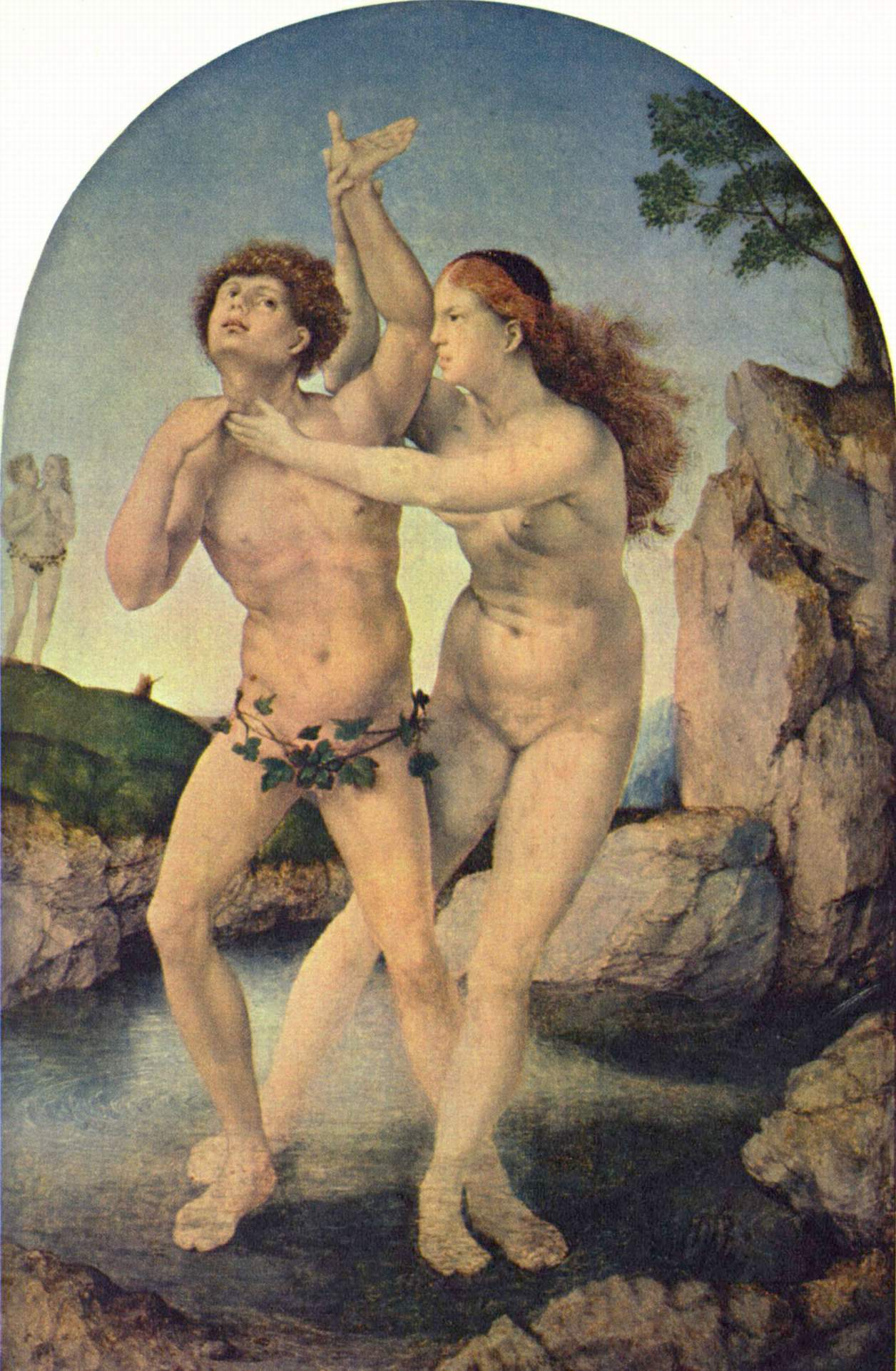
La Métamorphose d'Hermaphrodite et de Salmacis, par Jan Gossaert (1er tiers du XVIe siècle)

Dans la mythologie grecque, Salmacis (en grec ancien Σαλμακίς / Salmakís) est une naïade. Elle est uniquement attestée dans les Métamorphoses d'Ovide.

## Mythe
Alors qu'Hermaphrodite, réputé exceptionnellement beau, se baigne dans une source de Carie, Salmacis, nymphe de la source, s'éprend de lui. Tombée follement amoureuse et ne pouvant se contenir, elle étreint le jeune homme contre elle, puis tout en tentant d'abuser de lui, celle-ci implore dieux et déesses d'unir leurs corps pour toujours. Son vœu est exaucé et tous deux ne forment plus qu'un seul être, bisexué, à la fois mâle et femelle. Il est dès lors pourvu des deux sexes. On ne sait pas quel(s) dieu(x) ou déesse(s) sont à l'origine de la transformation ; on peut cependant écarter l'hypothèse des parents d'hermaphrodite, Hermès et Aphrodite. 
Salmacis est une nymphe atypique. Comme le souligne Ovide (IV, 306–311) :

« [...] inhabile aux exercices de Diane, elle ne sait ni tirer de l'arc, ni suivre un cerf à la course ; et c'est la seule des Naïades qui soit inconnue à la déesse des forêts.

On raconte que souvent ses sœurs lui disaient : "Salmacis, prends un javelot, arme-toi d'un carquois, mêle à tes doux loisirs les travaux pénibles de la chasse". Mais elle ne prit ni javelot, ni carquois ; elle méprisa la chasse, et n'aima que sa solitude et son oisiveté. »

Sa tentative de viol sur Hermaphrodite constitue d'ailleurs un cas presque unique pour une nymphe grecque.

## Source
- Ovide, Métamorphoses [détail des éditions] [lire en ligne] (IV, 285–379).
- Spathari, E. (2013). Greek Mythology. Athènes : Papadimas Ekdotiki
- Jacques Desautels, Dieux et Mythes de la Grèce Ancienne, la mythologie gréco-romaine, Québec, Presses de l'Université Laval, 1988.